# Louis Pfenninger
Louis Pfenninger (nascido em 1 de novembro de 1944) é um ex-ciclista suíço. Competiu no contrarrelógio individual e por equipes nos Jogos Olímpicos de Verão de 1964 e também obteve participação no Tour de France 1967. Foi campeão nacional de estrada em 1971.